# I'm a Man (chanson de The Spencer Davis Group)
Pour les articles homonymes, voir I'm a Man (homonymie).
Pour la chanson de Bo Diddley, voir I'm a Man.
Singles de The Spencer Davis Group
Gimme Some Lovin'
(1966) Time Seller
(1967)
I'm a Man est une chanson du groupe britannique The Spencer Davis Group écrite et composée par Steve Winwood et Jimmy Miller sortie en single en janvier 1967.
Elle est incluse dans l'album I'm a Man sorti la même année sur le marché américain.
La chanson devient un tube, se classant notamment numéro 1 au Canada, 9e dans les charts britanniques et 10e aux États-Unis dans le Billboard Hot 100.
En 1969, le groupe américain Chicago Transit Authority (qui abrègera son nom en Chicago) la reprend avec succès.

## Version de Chicago Transit Authority
I'm a Man interprétée par Chicago Transit Authority sort en single en 1969. La chanson est tirée du premier album du groupe intitulé The Chicago Transit Authority. Aux États-Unis, elle figure en face b d'une réédition du premier single de la formation, Questions 67 and 68, qui se classe 24e au Billboard Hot 100 en novembre 1971,.
L'interprétation de Chicago, beaucoup plus longue que la version originale (7 minutes 43 secondes sur l'album, raccourcie à 3 minutes 27 secondes sur le simple), se caractérise par un long solo de batterie de Danny Seraphine au milieu du morceau et par l'alternance des chants de Terry Kath, Peter Cetera et Robert Lamm.

## Autres reprises
I'm a Man a aussi été reprise par The Ventures, Doug Clifford, The Purple Helmets ou Spencer Davis en solo.

## Classements hebdomadaires
| Classement (1967)                       | Meilleure place |
| --------------------------------------- | --------------- |
| Allemagne (Media Control AG)            | 17              |
| Australie (ARIA)                        | 16              |
| Belgique (Wallonie Ultratop 50 Singles) | 22              |
| Canada (RPM 100 Singles)                | 1               |
| États-Unis (Billboard Hot 100)          | 10              |
| France (IFOP)                           | 31              |
| Pays-Bas (Single Top 100)               | 7               |
| Royaume-Uni (UK Singles Chart)          | 9               |

| Classement (1969/1971)                  | Meilleure place |
| --------------------------------------- | --------------- |
| Allemagne (Media Control AG)            | 10              |
| Autriche (Ö3 Austria Top 40)            | 21              |
| Belgique (Flandre Ultratop 50 Singles)  | 10              |
| Belgique (Wallonie Ultratop 50 Singles) | 6               |
| Canada (RPM 100 Singles)                | 8               |
| États-Unis (Billboard Hot 100)          | 24              |
| France (IFOP)                           | 2               |
| Irlande (IRMA)                          | 13              |
| Pays-Bas (Single Top 100)               | 11              |
| Royaume-Uni (UK Singles Chart)          | 8               |

## Utilisation dans les médias
La version du Spencer Davis Group est utilisée dans la bande originale du film d'animation Les Minions en 2015. 